# しあわせの村

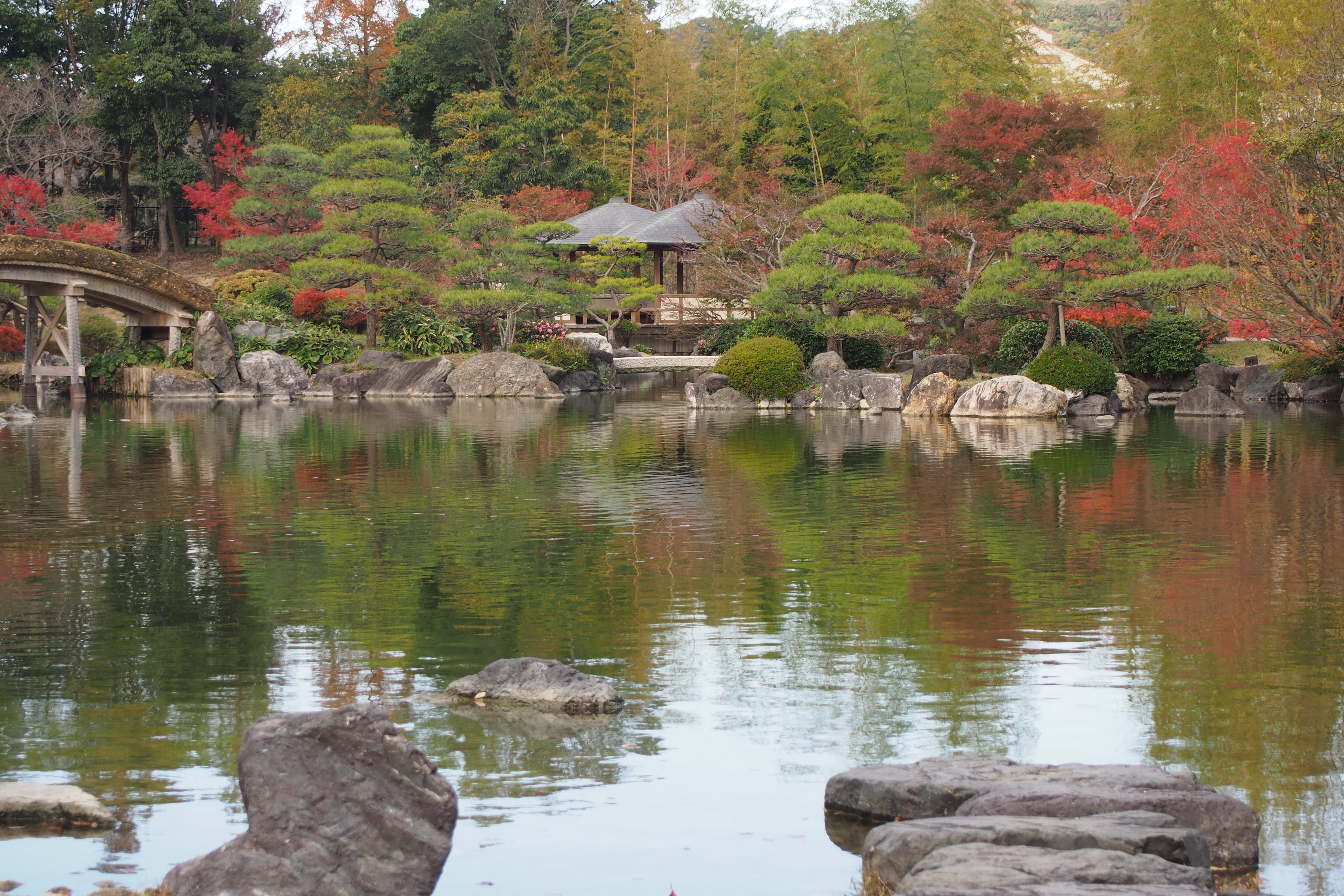
しあわせの村日本庭園

しあわせの村（しあわせのむら）は、兵庫県神戸市北区しあわせの村にある総合公園。

## 概要
1989年4月23日、神戸市の市制100周年記念事業としてオープンした。公益財団法人こうべ市民福祉振興協会が運営・管理している。
神戸市の郊外に立地し、緑豊かな自然に囲まれた園内には、各種スポーツ・レクリエーション施設、高齢者・障害者を対象とした福祉サービス施設、バーベキュー場や温泉などが点在する。
市民の憩いの場である他、『こうべ長寿祭』・車いすテニスの神戸オープンなど、県内外の障害者・高齢者スポーツを初めとした大小さまざまな競技会やイベントが随時開催されている。
過去にはフェスピック、のじぎく兵庫国体・のじぎく兵庫大会、日本アグーナリー、日本陸上競技選手権20km競歩の会場にもなった。
様々な遊具や芝生広場があることから、日中は老若男女楽しめる施設である。
開業当初の住所は北区山田町下谷上字中一里山14-1だったが、2017年7月1日から町名を施設総称と統一し、園内各施設ごとに住居番号が割り振られた。郵便番号は651-1106。

## 交通アクセス

### 公共交通機関
以下の各駅から、阪急バスが乗り入れている。
150系統はもともとは神戸市バスと神鉄バスとの共同運行だったが、路線を阪急バスが神鉄バスから譲り受け、さらに2013年5月からは神戸市バスも阪急バスに移譲して、現在は阪急バス単独運行となっている。
村内には南側から順に、「シルバーカレッジ前」、「病院前」、「しあわせの村中央」、「テニスコート前」の4つの停留所がある。
「シルバーカレッジ前」は150系統と、87系統の一部のみが経由する。
150系統以外のバスはいずれもロータリーのある「病院前」を起終点としている。（方向幕では「しあわせの村」と表記される。）
当地発着の路線が乗り入れる鉄道駅
- 三宮駅 - 66系統（神戸市バス、「貿易センター前」発着）
- 神戸駅・新開地駅・湊川公園駅 - 150系統（阪急バス、「西鈴蘭台駅前」発着）。
- 新長田駅・高速長田駅 - 17系統（神戸市バス、「二葉町」発着）
- 名谷駅 - 120系統（神戸市バス）
- 妙法寺駅 - 87系統（神戸市バス、土曜日の2往復のみ運行。「シルバーカレッジ前」経由「病院前」発着。）
- 西鈴蘭台駅 - 150系統（阪急バス、「神戸駅前」発着）
- 谷上駅 - 158系統（阪急バス、「西鈴蘭台駅前」経由）

また、園内の各施設は無料の巡回バスで連絡しており、レンタサイクルのサービスも行っている。
駅からの無料シャトルバスもあるが、本数が多くない上、運転日に注意が必要である。

### 自動車
阪神高速7号北神戸線に「しあわせの村出入口」が設けられ、園内と直結している。園内には8つの駐車場（うち2か所は障害者専用）がある。
出入口の通過時には、阪神高速の通行料のみならず、村の駐車券の受け取り（入場時）や駐車料金の精算（出場時）も同時に行う。このため、ETC搭載車であっても必ず一旦停止しなければならない。